# Стивенс, Тед
Теодор Фултон (Тед) Стивенс (англ. Theodore Fulton (Ted) Stevens;18 ноября 1923, Индианаполис, Индиана, США — 9 августа 2010, недалеко от Диллинхема, Аляска, США) — американский политик, сенатор США от штата Аляска c 1968 по 2009 год. Представитель Республиканской партии, председатель Сената (2003—2007).

## Биография
Родился в 1923 году в Индианаполисе, штат Индиана. Посещал Колледж Штата Орегон (Oregon State College) и Колледж Штата Монтана (Montana State College). В годы Второй мировой войны с 1943 по 1946 год служил пилотом на китайско-бирманско-индийском театре военных действий. Награждён несколькими медалями.
Получил степень бакалавра политологии в Калифорнийском университете в Лос-Анджелесе в 1947 году.
В 1950 году получил степень юриста в Юридической школе Гарварда.
Начал работать юристом в Калифорнии в 1950 году, затем в Вашингтоне с 1951 года.
В начале 1950-х годов переехал на Аляску, в город Фэрбанкс, где продолжил заниматься юридической деятельностью. В 1953 году был назначен прокурором в Фэрбанксе. После трёх лет работы его перевели в Вашингтон, где он работал в Департаменте внутренних дел как советник по юридическим вопросам (с 1956 года), помощник министра внутренних дел Фрэда Ситона (с 1958 года), главный консультант (назначен президентом США Эйзенхауэром в 1960 году).
В 1961 году вернулся на Аляску и продолжил заниматься юридической деятельностью в Анкоридже.
В 1964 году был избран в Палату представителей штата Аляска. Переизбран в 1966 году. В Палате представителей занимал посты спикера и лидера большинства.
После смерти сенатора США Боба Бартлетта тогдашний губернатор Аляски Уолтер Хикель 24 декабря 1968 года назначил Стивенса сенатором от Республиканской партии. На специальных выборах 3 ноября 1970 года Стивенс был избран сенатором на оставшийся срок Бартлетта (до 3 января 1973 года). Позднее он был переизбран в 1972, 1978, 1984, 1990, 1996 и 2002 годах. Во время избирательной кампании в Сенат 2008 года был обвинён в коррупции, что стало причиной его поражения.
12 мая 1999 года проголосовал против импичмента Билла Клинтона по обоим пунктам обвинения 
Сложил полномочия после истечения его последнего срока 3 января 2009 года.
9 августа 2010 Стивенс попал в авиакатастрофу. На следующий день семья политика официально объявила о его смерти.
В том же 2010 году в память о погибшем политике имя Стивенс было дано горе Аляскинского хребта, долгое время звавшейся просто Южная вершина Хантера.

## Награды и признание
- Медаль «Данк» (7 августа 2004 года, Кыргызстан) — за вклад в укрепление сотрудничества между Кыргызской Республикой и Соединёнными Штатами Америки[7]
- Почётный гражданин города Бишкек[8].